# Pekin Wschodni
Pekin Wschodni (chiń. 北京东站; pinyin Běijīng Dōngzhàn) – stacja kolejowa w Pekinie, w Chinach, w pobliżu Sihui. Posiada 2 perony. Stacja końcowa dla dwóch pociągów dziennie, natomiast trzy się zatrzymują (dane ze starego rozkładu).

## Galeria

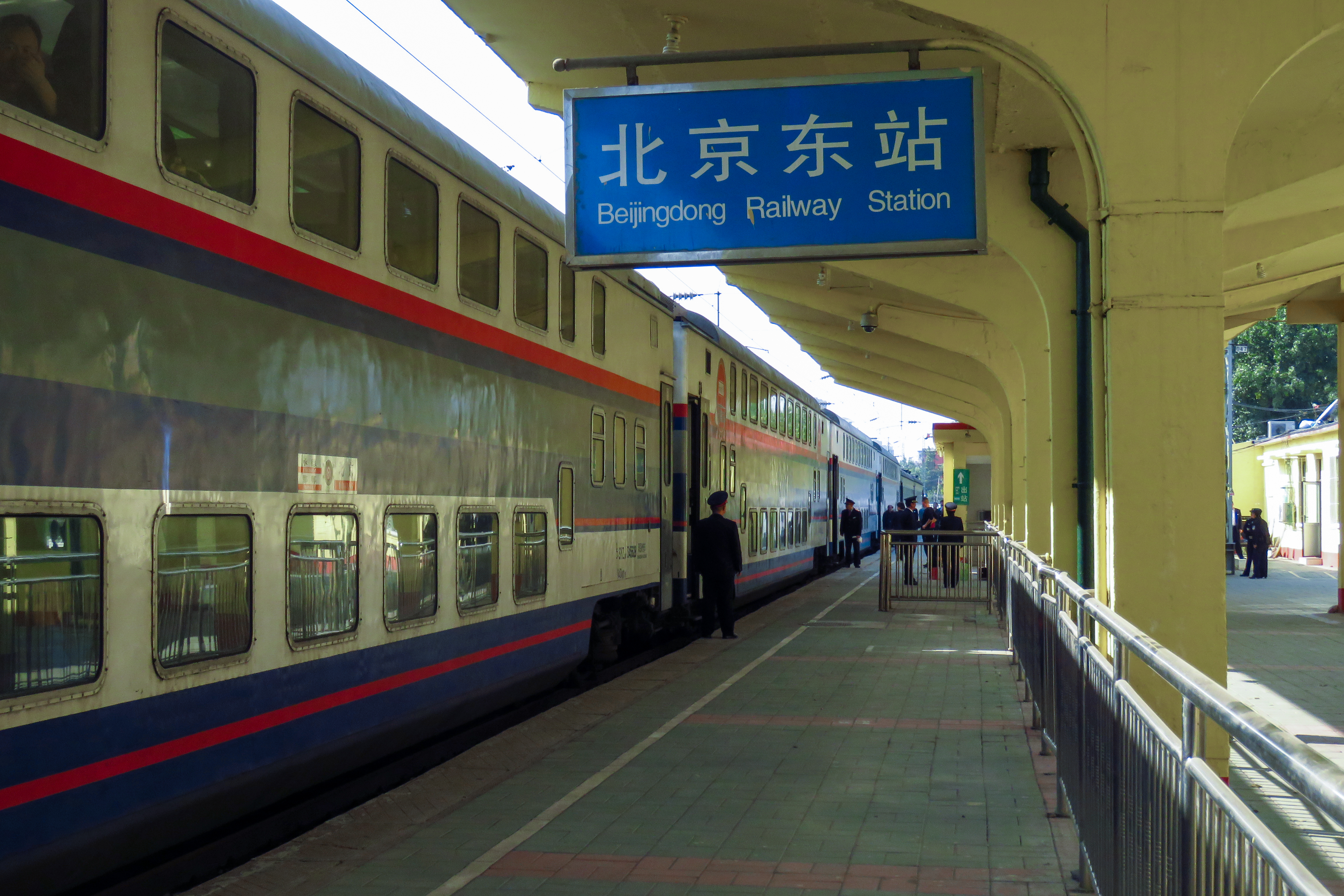
Peron 1
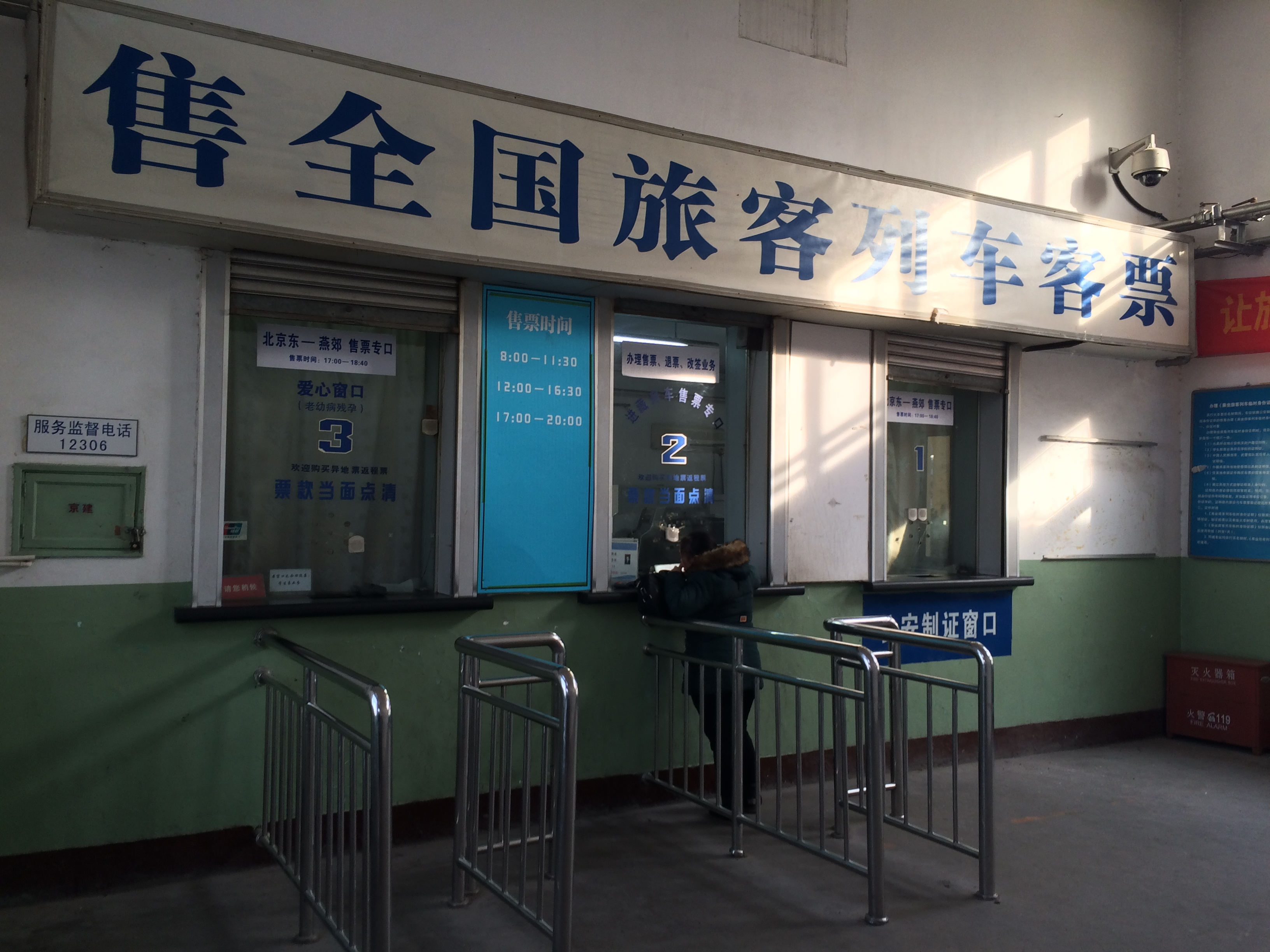
Kasy
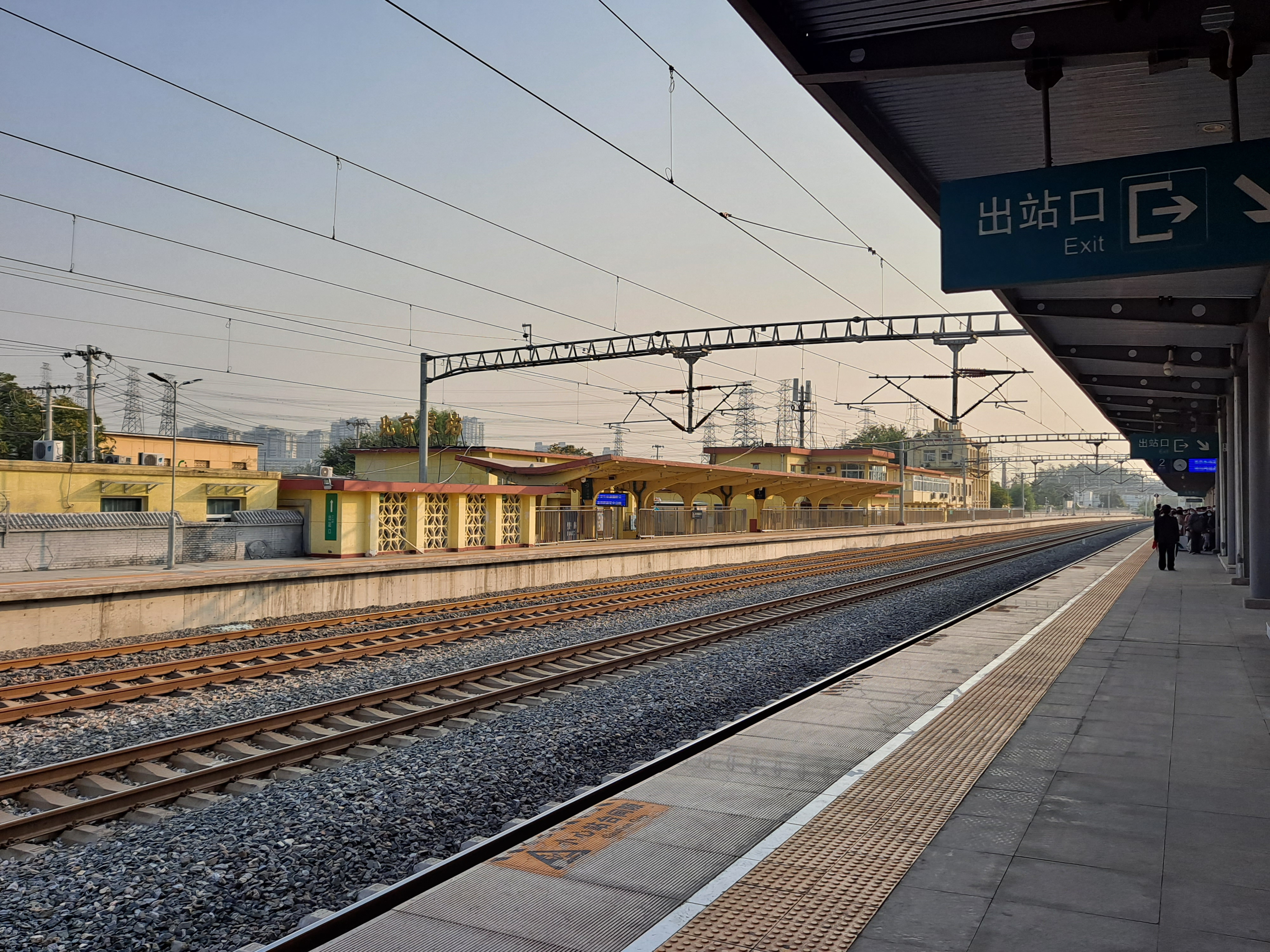
Peron 2